# Atractus occidentalis
Atractus occidentalis är en ormart som beskrevs av Jay Mathers Savage 1955. Arten ingår i släktet Atractus och familjen snokar. Inga underarter finns listade.
Arten förekommer i nordvästra Ecuador vid Andernas västra sluttningar. Den lever i regioner som ligger 800 till 1200 meter över havet. Habitatet utgörs av molnskogar och av andra fuktiga bergsskogar. De flesta exemplar observeras när de korsar väger.
Arten är ganska sällsynt och största hotet utgörs av habitatförstöring då skog omvandlas till jordbruksmark, odlingsmark för oljepalm och betesmarker. IUCN listar arten som starkt hotad (EN).